# اسلام‌گولوو (شهرستان میاکینسکی، باشقیرستان)
اسلام‌گولوو (انگلیسی: Islamgulovo, Miyakinsky District, Republic of Bashkortostan) یک شهرک در شهرستان میاکینسکی استان باشقیرستان کشور روسیه است.